# Agência Espacial Austríaca
A Agência Espacial Austríaca (AEA) é a agência espacial da Áustria, criada em 1972. Tem sede em Viena, capital do país.

## Astronautas austríacos
- Franz Viehböck

## Satélites artificiais austríacos
- Viking (satélite)